# Europeiska lagmästerskapen i friidrott
Europeiska lagmästerskapen i friidrott är en friidrottstävling som efterträdde den tidigare Europacupen. Den första tävlingen ägde rum 2009. och den hålls vartannat år.
Totalt tävlade friidrottare mellan 2009 och 2021 i fyra olika ligor. De tre bästa från en lägre liga ersatte de tre sämsta i ligan ovanför. I varje liga ingick det 12 olika nationer. En skillnad mot den tidigare Europacupen är att resultaten för män och kvinnor räknas samman till en totalsumma och det land som har fått flest poäng vinner totalt.
2023 gjordes mästerskapet om till ett divisionssystem med tre divisioner: första-, andra- och tredjedivisionen. Totalt ingick 16 nationer i varje division med undantag för tredjedivisionen där 15 lag ingick. Precis som vid tidigare upplagor ersätter de tre bästa nationerna från en lägre division de tre sämst placerade i divisionen ovanför.

## Tävlingar
| Ligasystem      | Ligasystem                | Ligasystem       | Ligasystem       | Ligasystem      | Ligasystem       | Ligasystem |
| År              | Värdstad av superligan    | Vinnare          | Vinnare          | Vinnare         | Vinnare          |            |
| --------------- | ------------------------- | ---------------- | ---------------- | --------------- | ---------------- | ---------- |
| År              | Värdstad av superligan    | Superligan       | Förstaligan      | Andraligan      | Tredjeligan      |            |
| 2009            | Leiria, Portugal          | Tyskland         | Belarus          | Litauen         | Israel           |            |
| 2010            | Bergen, Norge             | Ryssland         | Tjeckien         | Schweiz         | Danmark          |            |
| 2011            | Stockholm, Sverige        | Ryssland         | Turkiet          | Estland         | Israel           |            |
| 2013            | Gateshead, Storbritannien | Ryssland         | Tjeckien         | Slovenien       | Slovakien        |            |
| 2014            | Braunschweig, Tyskland    | Tyskland         | Belarus          | Schweiz         | Cypern           |            |
| 2015            | Tjeboksary, Ryssland      | Ryssland         | Tjeckien         | Danmark         | Slovakien        |            |
| 2017            | Lille, Frankrike          | Tyskland         | Sverige          | Ungern          | Luxemburg        |            |
| 2019            | Bydgoszcz, Polen          | Polen            | Portugal         | Estland         | Island           |            |
| 2021            | Chorzow, Polen            | Polen            | Tjeckien         | Ungern          | Serbien          |            |
| Divisionssystem |                           |                  |                  |                 |                  |            |
| År              | Värdstad                  | Vinnare          | Vinnare          | Vinnare         | Vinnare          |            |
| År              | Värdstad                  | Förstadivisionen | Förstadivisionen | Andradivisionen | Tredjedivisionen |            |
| 2023            | Chorzow, Polen            | Italien          | Italien          | Ungern          | Irland           |            |
| 2025            | Madrid, Spanien           |                  |                  |                 |                  |            |